# Składnik opisu poziomu kwalifikacji
Składnik opisu poziomu kwalifikacji (ang. level descriptor) – ogólne określenie wymagań dotyczących wiedzy, umiejętności lub kompetencji społecznych, które odpowiadają danemu poziomowi kwalifikacji.
Definicja deskryptora odnosi się do projektu Polskiej Ramy Kwalifikacji, realizowanego przez Instytut Badań Edukacyjnych.
Zestaw składników opisu poziomu (deskryptorów) tworzy ogólną charakterystykę danego poziomu w ramie kwalifikacji. Charakterystyki te są tak zredagowane, aby ujmowały pełny zakres efektów uczenia się. W Europejskiej Ramie Kwalifikacji i Polskiej Ramie Kwalifikacji każdy z ośmiu poziomów jest określony przez ogólną charakterystykę efektów uczenia się.
Na każdą z ośmiu charakterystyk składa się zestaw krótkich, bardzo ogólnych stwierdzeń (składników opisu), odnoszących się do wiedzy, umiejętności i kompetencji społecznych, wymaganych dla kwalifikacji na danym poziomie.
W odróżnieniu od Europejskiej Ramie Kwalifikacji i ram kwalifikacji w innych krajach w Polskiej Ramie Kwalifikacji są dwa poziomy ogólności charakterystyk. Charakterystyki I stopnia – uniwersalne w PRK oraz II stopnia – typowe dla kształcenia ogólnego, dla kształcenia i szkolenia zawodowego oraz dla szkolnictwa wyższego. Odpowiednio do tego poszczególne składniki opisu (deskryptory) są również nieco inaczej formułowane.